# Ernst Zühlke
Ernst Zühlke (* 8. November 1895 in Breslau; † 9. Juni 1976 in Coburg) war ein deutscher Gewerkschafter und Politiker (SPD).

## Leben und Beruf
Nach dem Besuch der Volksschule absolvierte Zühlke zunächst eine Modellschreinerlehre und nahm von 1914 bis 1918 als Soldat am Ersten Weltkrieg teil. Er schloss sich 1918 den Freien Gewerkschaften an, arbeitete als Modellschreiner und war von 1920 bis 1927 Betriebsrat in einem Industriewerk. 1927 bildete er sich an der Staatlichen Fachschule für Wirtschaft und Verwaltung in Düsseldorf fort. Anschließend war er als Gewerkschaftsangestellter tätig. Außerdem war er Mitglied des Ausschusses für Jugendpflege und Wohlfahrt der Stadt Breslau. Nach der Machtübernahme der Nationalsozialisten wurde Zühlke politisch verfolgt und unter Polizeiaufsicht gestellt. In der Folgezeit arbeitete er als Modellschreiner und Kalkulator.
Zühlke wurde 1946 aus Breslau ausgewiesen, siedelte dann als Heimatvertriebener nach Westdeutschland über und ließ sich zunächst in Paderborn nieder. Nach Wiederaufnahme seiner Gewerkschafts- und Parteiarbeit zog er 1947 nach Coburg und arbeitete dort erneut als Gewerkschaftsangestellter. Daneben wirkte er als Dozent an der Coburger Volkshochschule.

## Partei
Zühlke war seit 1919 Mitglied der SPD.

## Abgeordneter
Zühlke war 1933 Ratsmitglied der Stadt Breslau. 1948 wurde er in den Rat der Stadt Coburg gewählt. Dem Deutschen Bundestag gehörte er von 1949 bis 1965 an. 1949 gewann er das Direktmandat im Wahlkreis Coburg und danach zog er stets über die Landesliste Bayern ins Parlament ein. Vom 11. Januar 1961 bis 1965 war er stellvertretender Vorsitzender des Bundestagsausschusses für den Lastenausgleich.

## Auszeichnungen
Zühlke wurde am 23. Juni 1962 mit dem Bayerischen Verdienstorden ausgezeichnet.